# 石龙戏台
石龙戏台，位于中国广西壮族自治区钟山县石龙镇石龙街，为一个省级文物保护单位，类型为古建筑，为第六批广西壮族自治区文物保护单位，公布时间为2009年5月4日。
石龙戏台的历史年代为清。